# Warsteiner Brauerei
Warsteiner Brauerei Haus Cramer KG eller Warsteiner er et tysk bryggeri i Warstein, Nordrhein-Westfalen, som kendes for deres Warsteiner-øl.
Det familieejede bryggeri blev grundlagt i 1753 af Antonius Cramer.